# 平羽凤尾蕨
平羽凤尾蕨（学名：Pteris kiuschiuensis），为凤尾蕨科凤尾蕨属下的一个植物变种。